# Sortová
Sortová es un corregimiento del distrito de Bugaba en la provincia de Chiriquí, República de Panamá. Fue fundado el 11 de enero de 1961. Tiene una población de 2.440 habitantes (2010) y abarca una superficie de 33.4 km².

## Historia
El corregimiento de Sortová, fue creado según acuerdo N°2 del 11 de enero de 1961. Según sus moradores, el nombre de esta comunidad tuvo su origen en un cacique indígena que habitaba en esta región, llamada Soto. El corregimiento de Sortová, tiene tierras fértiles y por lo tanto sus habitantes, se dedican en su mayoría a la agricultura y la ganadería. La mayoría de sus pobladores desciende de familias procedentes de sus primeras “Ferias del Tabaco”, como se conocía anteriormente, fue inaugurada en 1955, con el apoyo del IFE y algunos maestros de la comunidad. Su primera reina fue la señorita Corina Lezcano.
En la actualidad el Corregimiento de Sortová, tiene cuatro escuelas primarias atendida por más de 22 educadores. Sus primeros maestros (1925), fueron Otilda González, Aura Contrera y Luis Obando.
Actualmente este corregimiento, tiene una buena carretera que comunica con otras regiones y dispone de un sistema de transporte colectivo. Tiene una posición geográfica ventajosa, ya que está a unos 10 minutos del Corregimiento Cabecera (La Cabecera) y a unos 30 minutos de la ciudad de David: cuenta con los servicios de luz, agua potable y una moderna biblioteca e Infoplaza.

## Geografía
Es un corregimiento de tercer orden de división administrativa (class A - Región Administrativa) ubicado en la Provincia de Chiriquí (Chiriquí), Panamá (Norte América) con un código de región de Américas/Western Europe. Se encuentra a una altitud de 440 metros sobre el nivel del mar.
Sus coordenadas son 8°34'60" N y 82°39'0" W en formato DMS (grados, minutos, segundos) o 8.58333 y -82.65 (en grados decimales). Su posición UTM es LK14 y su referencia Joint Operation Graphics es NC17-13.
La hora local actual es 08:31; el sol sale a las 08:42 y se pone a las 20:48 hora local (América/Panamá UTC/GMT-5). La zona horaria de Corregimiento Sortová es UTC/GMT-5
De tercer orden división administrativa es una subdivisión de una de segundo orden división administrativa

## Aspecto físico
- Superficie: 33.4 km²
- Población: 2,440 habitantes
- Densidad de población: 73 h/km²
- Ubicación geográfica: Parte central

## Límites
- Al Norte: Con el Corregimiento de La Concepción
- Al Sur: Con el Corregimiento de La Concepción
- Al Este: Con el Corregimiento de La Concepción
- Al Oeste: Con el Corregimiento de Santa Rosa.

## Poblaciones
- La Colonia
- Valle del Río
- Sortovà
- La Plaza
- Volante
- Escobal
- Nueva Esperanza

## Economía
La ganadería y la agricultura (yuca, frijoles, maíz, tabaco, zapallo, papaya).